# François Marie Sébastien Pageot
Pour les articles homonymes, voir Pageot.
François Marie Sébastien Pageot, né le 19 juillet 1766 à Cap Français (Saint-Domingue) et mort le 29 décembre 1833 à Paris, est un général français de la Révolution et de l’Empire.

## Biographie

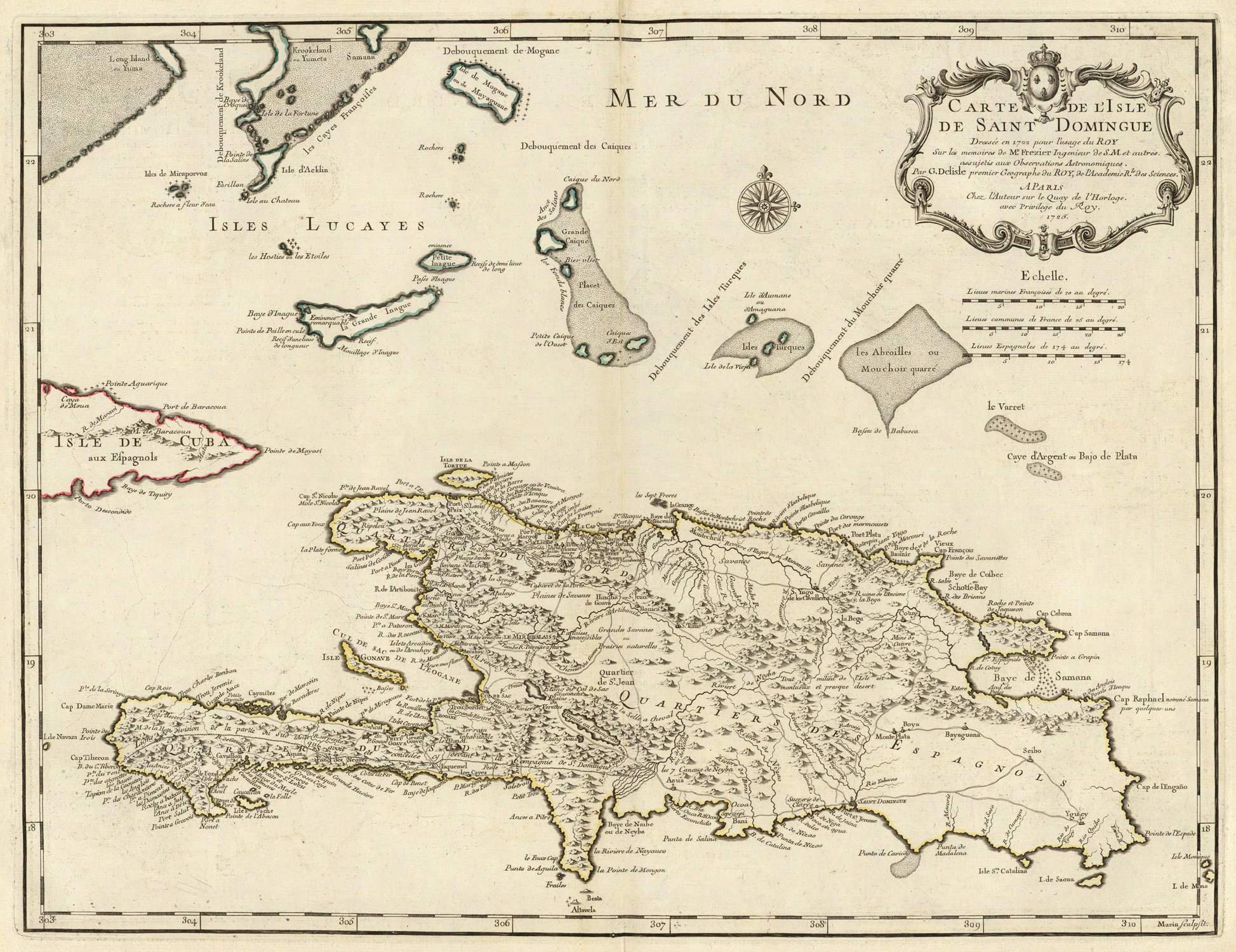
Carte de l'Île de Saint Domingue, Guillaume Delisle (1675-1726).

Colon de Saint-Domingue, il devient lieutenant d'une compagnie de mulâtres au Cap en 1789, lieutenant-colonel et commandant de la partie orientale des quartiers du Nord en janvier 1793.
Promu général de brigade le 1er juin 1796, il vient en France, puis repasse à Saint-Domingue avec Hédouville en 1798.
À nouveau revenu en France, il repart pour Saint-Domingue en 1799.
Il participe à la campagne de prise de possession de la partie orientale de Saint-Domingue, interdite par Napoléon Bonaparte, puis préside le tribunal qui condamne le général Moyse à mort.
Commandant Jacmel sous Leclerc, il participe à la défense du Cap Français. Fait prisonnier en 1803, il est emmené en Angleterre.
De retour en France en 1811, il sert Napoléon Ier qui le fait chevalier de l'Empire le 18 juillet 1811.
Lieutenant général le 7 janvier 1815, il est admis à la retraite en 1825.

## États de service
- lieutenant dans l'infanterie le 8 septembre 1789 ;
- Capitaine le 9 septembre 1791 ;
- Lieutenant-colonel le 10 janvier 1793 ;
- Chef de brigade au 106e régiment d'infanterie de ligne le 6 juillet 1793 ;
- Commandant de la partie Nord de Saint-Domingue du 18 juillet 1793 au 21 décembre 1798 ;
- Général de brigade à titre provisoire le 1er juin 1796, confirmé le 17 août 1796 ;
- Affecté à l'armée de Saint-Domingue de 1799 au 30 novembre 1803 ;
- En captivité en Angleterre 30 novembre 1803 au 15 mars 1811 ;
- Mis en disponibilité du 15 mars 1811 au 27 mai 1811 ;
- Commandant du département de la Haute-Saône du 27 mai 1811 au 25 décembre 1813 ;
- Mis en non-activité le 1er septembre 1814 ;
- Lieutenant général le 7 janvier 1815 ;
- Mis en non-activité le 1er septembre 1815 ;
- Mis en disponibilité du 1er avril 1820 au 1er janvier 1825 ;
- Admis en retraite le 1er janvier 1825.

## Campagnes
- Expédition de Saint-Domingue.

## Décorations
- Légion d'honneur :
  - Légionnaire le 7 mai 1811, puis,
  - Officier de la Légion d'honneur le 28 septembre 1814 ;
- Ordre royal et militaire de Saint-Louis :
  - Chevalier de Saint-Louis le 20 août 1814.

## Titres
- Chevalier de l'Empire (lettres patentes du 18 juillet 1811.

## Armoiries
| Image | Armoiries |
| ----- | --- |
|       | Armes du chevalier Pageot et de l'Empire D'or à un barre d'azur chargée de deux étoiles d'argent, traversée en cœur par une épée haute de gueules, débouchante en chef ; à la bordure de gueules chargée au point du chef de l'insigne des chevaliers légionnaires. |